# Magnus Nedregotten
Magnus Nedregotten (* 24. Oktober 1990 in Stavanger) ist ein norwegischer Curler. Derzeit spielt er als Second im Team von Steffen Walstad und im Mixed Double mit seiner Ehefrau Kristin Skaslien.

## Karriere
Nedregotten begann seine internationale Karriere beim Europäischen Olympischen Winter-Jugendfestival 2009 als Lead im Team von Sander Rølvåg und gewann dort die Bronzemedaille. Auf den dritten Platz kam er auch als Second mit dem norwegischen Juniorenteam bei der Juniorenweltmeisterschaft 2011. Bei seiner zweiten Teilnahme an der Mixed-Europameisterschaft gewann er 2014 die Silbermedaille. Bei der Winter-Universiade 2015 gewann er mit der Mannschaft der Universität Oslo unter Steffen Walstad als Skip die Goldmedaille. Die Verteidigung des Titels bei der Winter-Universiade 2017 gelang nicht; Nedregotten gewann aber mit der norwegischen Mannschaft die Bronzemedaille.
Seit 2013 hat er zusammen mit Kristin Skaslien an allen Mixed-Doubles-Weltmeisterschaften teilgenommen; der größte Erfolg war bislang der Gewinn der Bronzemedaille bei der Weltmeisterschaft 2015.
2017 gewann er mit dem Team Walstad die norwegische Meisterschaft und besiegte dabei den vielfachen Landesmeister, zweifachen Europameister und Weltmeister von 2014, Thomas Ulsrud. Mit dem Sieg qualifizierte er sich für die Weltmeisterschaft 2017, bei der die Norweger auf den achten Platz kamen.
Nedregotten spielte zusammen mit Kristin Skaslien für Norwegen beim erstmals ausgetragenen Mixed-Doubles-Wettbewerb bei den Olympischen Winterspielen 2018. Die beiden lagen nach der Round Robin auf einem geteilten vierten Platz und mussten gegen China einen Tie-Breaker um den Einzug in das Halbfinale spielen. Die Norweger gewannen das Spiel gegen Ba Dexin und Wang Rui mit 9:7. Im Halbfinale unterlagen sie Kanada (Kaitlyn Lawes und John Morris) mit 4:8 und im Spiel um Platz drei mussten sie sich den Russen Anastassija Brysgalowa und Alexander Kruschelnizki mit 4:8 geschlagen geben, sodass sie in der Endwertung auf den vierten Platz kamen. Nachdem Kruschelnizki wegen Dopings disqualifiziert wurde, wurde Nedregotten und Skaslien am 24. Februar 2018 nachträglich die Bronzemedaille verliehen.
Bei der Weltmeisterschaft 2018 zog er mit der von Steffen Walstad geleiteten Mannschaft in die Playoffs ein, verlor dort aber das Qualifikationsspiel gegen Südkorea (Skip: Kim Chang-min) und wurde Fünfter.

## Privatleben
Nedregotten hat Sportmanagement an der Norwegischen Sporthochschulen studiert.